# ترپینئول
ترپینئول (به انگلیسی: Terpineol) با فرمول شیمیایی C۱۰H۱۸O یک ترکیب شیمیایی است. که جرم مولی آن ۱۵۴٫۲۵ g/mol می‌باشد. 